# Djahy
Djahy, Djahi of Tjahi was in het oude Egypte de naam voor de zuidelijke Retjenu.
Djahy strekte zich uit van Ashkelon naar Libanon en tot Galilea.
Het was de uitstroom van de Jordaan tijdens de 18e dynastie van Egypte en de 19e dynastie van Egypte in de Slag bij Kadesh.
De Slag bij Djahy tussen Ramses III en de Zeevolken werd er uitgevochten.